# Negretti and Zambra

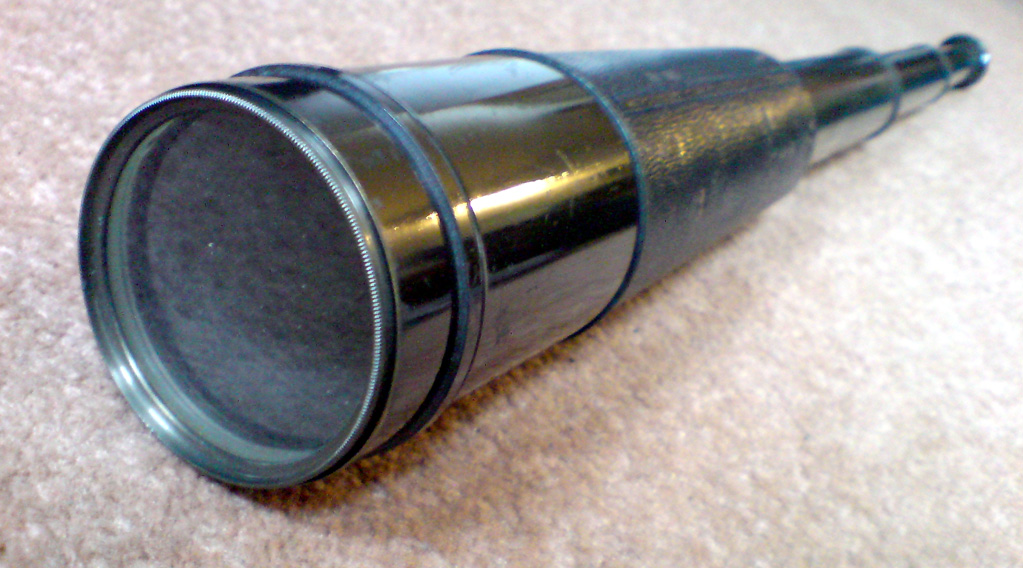
Dalekohled Negretti and Zambra pro britskou armádu, datum neznámé

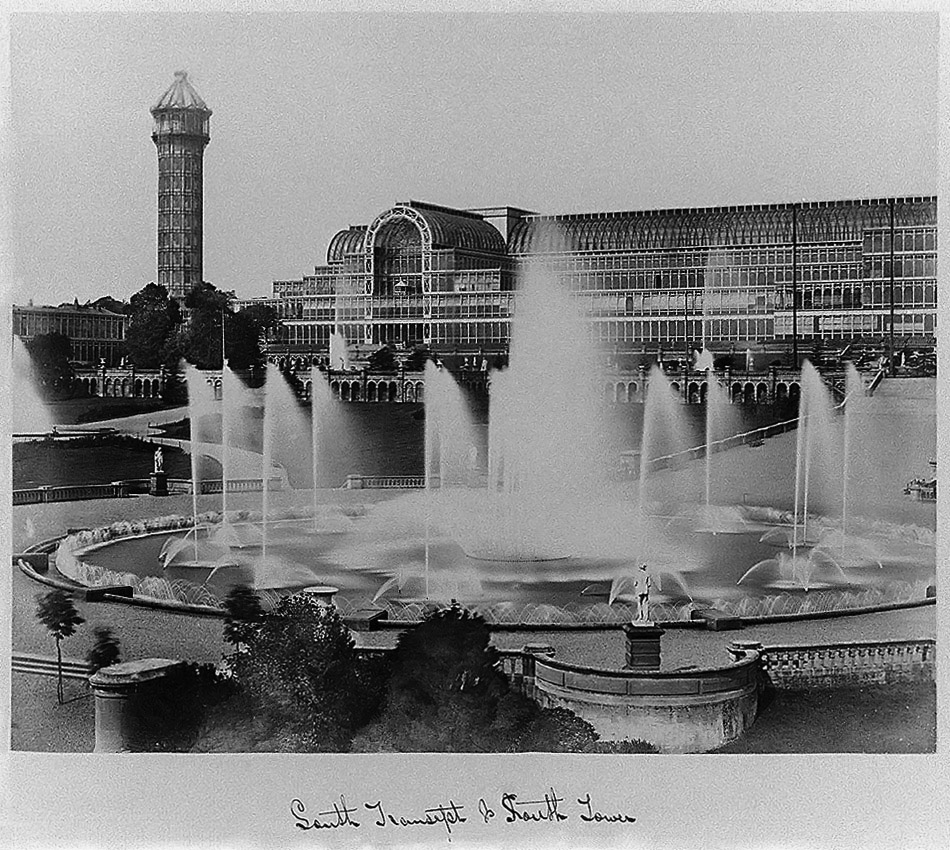
Philip Henry Delamotte: Fontány u Křišťálového paláce v Sydenhamu

Negretti and Zambra (Negretti a Zambra, aktivní v letech 1850 – asi 1999) byla společnost, která vyráběla vědecké a optické přístroje a provozovala také fotografické studio se sídlem v Londýně v Anglii. Henry Negretti (1818–1879) a Joseph Zambra (1822–1897) vytvořili partnerství v roce 1850 a založili podnik, který se věnoval výrobě optiky a vědeckých nástrojů. Mezi jejich zákazníky patřili například: Její Veličenstvo královna Viktorie, princ Albert a král Eduard VII., Královská hvězdárna nebo britská admiralita. Negretti i Zambra se narodili v Itálii.

## Historie
Když byl v roce 1854 v Sydenhamu znovu postaven Křišťálový palác, stali se Negretti a Zambra oficiálními fotografy společnosti Crystal Palace Company, která jim umožnila fotografovat interiér a areál nové budovy. Firma tento přístup využila k výrobě řady stereografií. V roce 1856 sponzorovali Negretti a Zambra fotografickou expedici do Egypta, Núbie a Etiopie, kterou provedl anglický fotograf Francis Frith. Mezi lety 1857 a 1860 vyrobila firma více než 500 stereografů o Frithově plavbě.
Negretti a Zambra osobně fotografovali Shakespearův dům ve Stratfordu nad Avonou a vyrobili pak sépiovou pohlednici 4" × 2.5". Tu poté představili návštěvníkům Crystal Palace, aby si ji mohli porovnat s modelem vytvořeným panem E. T. Parrisem - známějším pro své monumentální panoramatické obrazy - v Centre Transept. Pohlednice má název „Crystal Palace 23. dubna 1864“.
V letech 1855 až 1857 pověřila společnost Negretti and Zambra fotografa Pierra Rossiera cestou do Číny, aby zdokumentoval druhou opiovou válku. Ačkoli Rossier následně nebyl schopen doprovázet anglo-francouzské síly v této kampani, přesto zůstal v Asii několik let a vytvořil řadu stereosnímků a dalších fotografií z Číny, Japonska, Filipín a Siamu (nyní Thajsko), které Negretti a Zambra publikovali, a které představovaly první komerční fotografie z těchto zemí. Rossier byl prvním profesionálním fotografem v Japonsku, kde učil fotografy jako byli Ueno Hikoma, Kuwadžiró Horie (1831–1866), Genzó Maeda (1831–1906), ale i řadu méně známých příslušníků první generace japonských fotografů. Stal se tak jedním z průkopníků fotografie v Japonsku.
V roce 1859 s firmou N&Z uzavřel smlouvu Angličan Walter Bentley Woodbury na distribuci fotografií Woodbury & Page v Anglii.
V květnu 1863 Henry Negretti pořídil první letecké snímky Londýna z balónu  pilotovaného Henrym Coxwellem.
V roce 1865 vydali knihu s názvem A Treatise on Meteorological Instruments (Pojednání o meteorologických nástrojích), která byla znovu vydána v roce 1995. Stereoskopické skleněné snímky Jávy pana Francise Woodburyho publikovali Negretti a Zambra v Anglii.

## Galerie
Fotografie vojenského dalekohledu Negretti and Zambra:

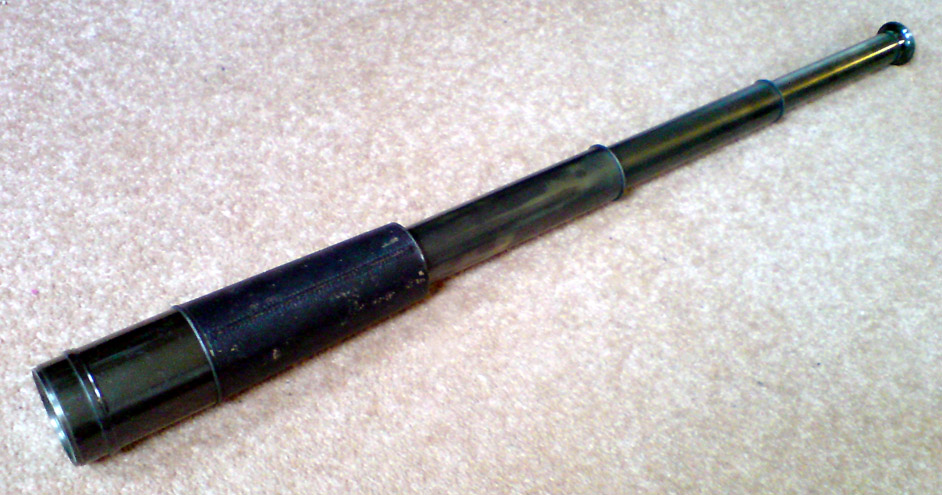
Dalekohled Negretti and Zambra
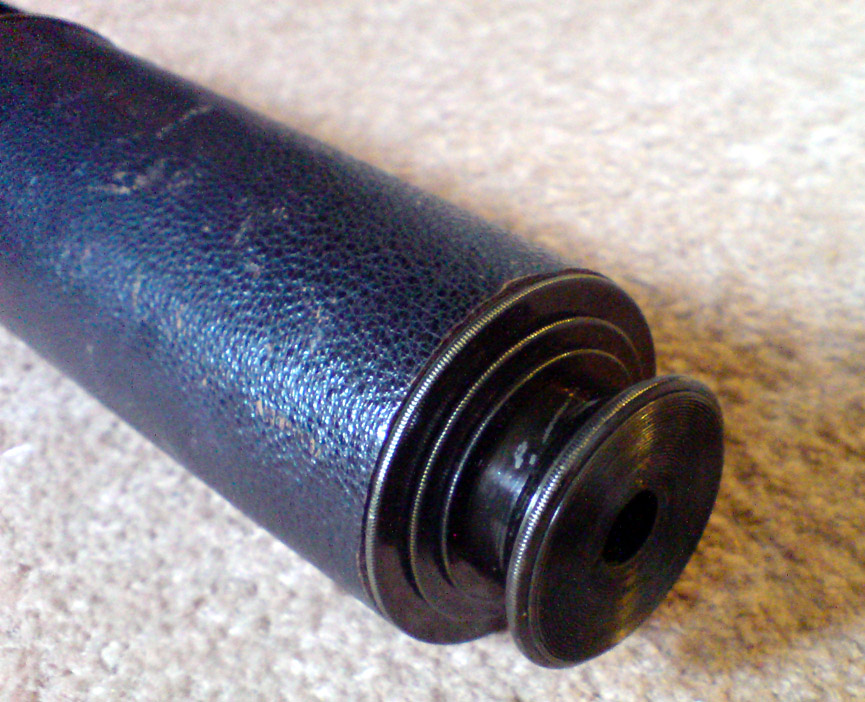
Dalekohled Negretti and Zambra. Detail zobrazující okulár.
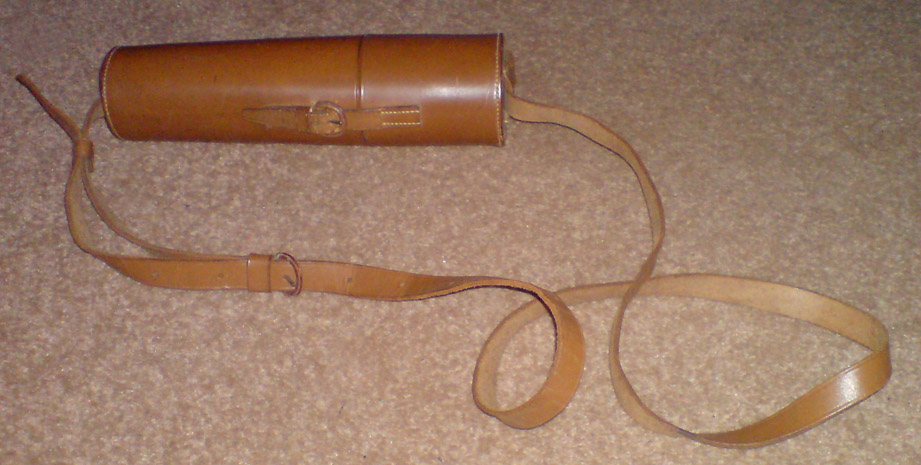
Kožené pouzdro obsahující dalekohled Negretti and Zambra

Pohlednice a fotografie z cest

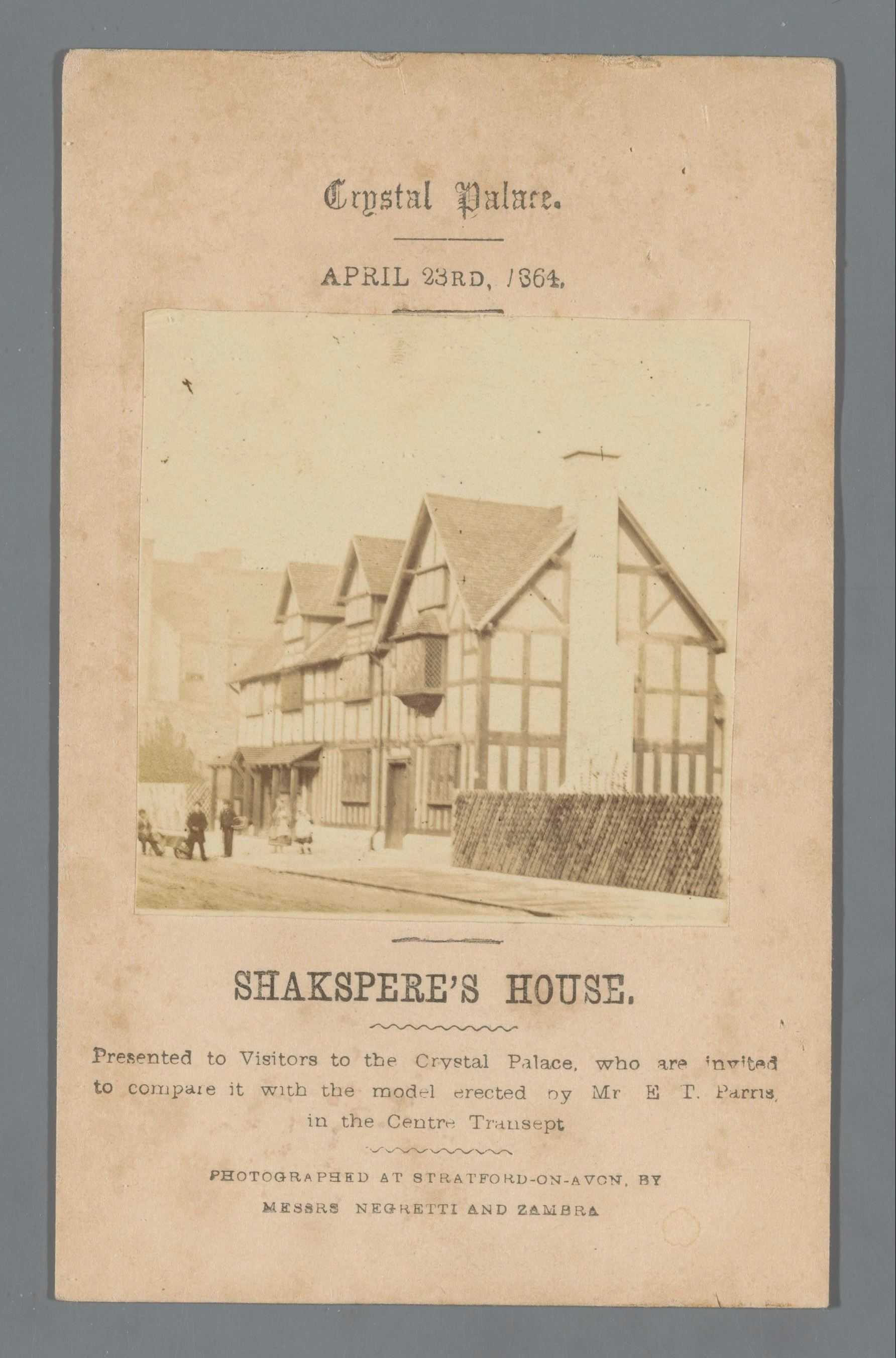
Rodný dům Williama Shakespeara
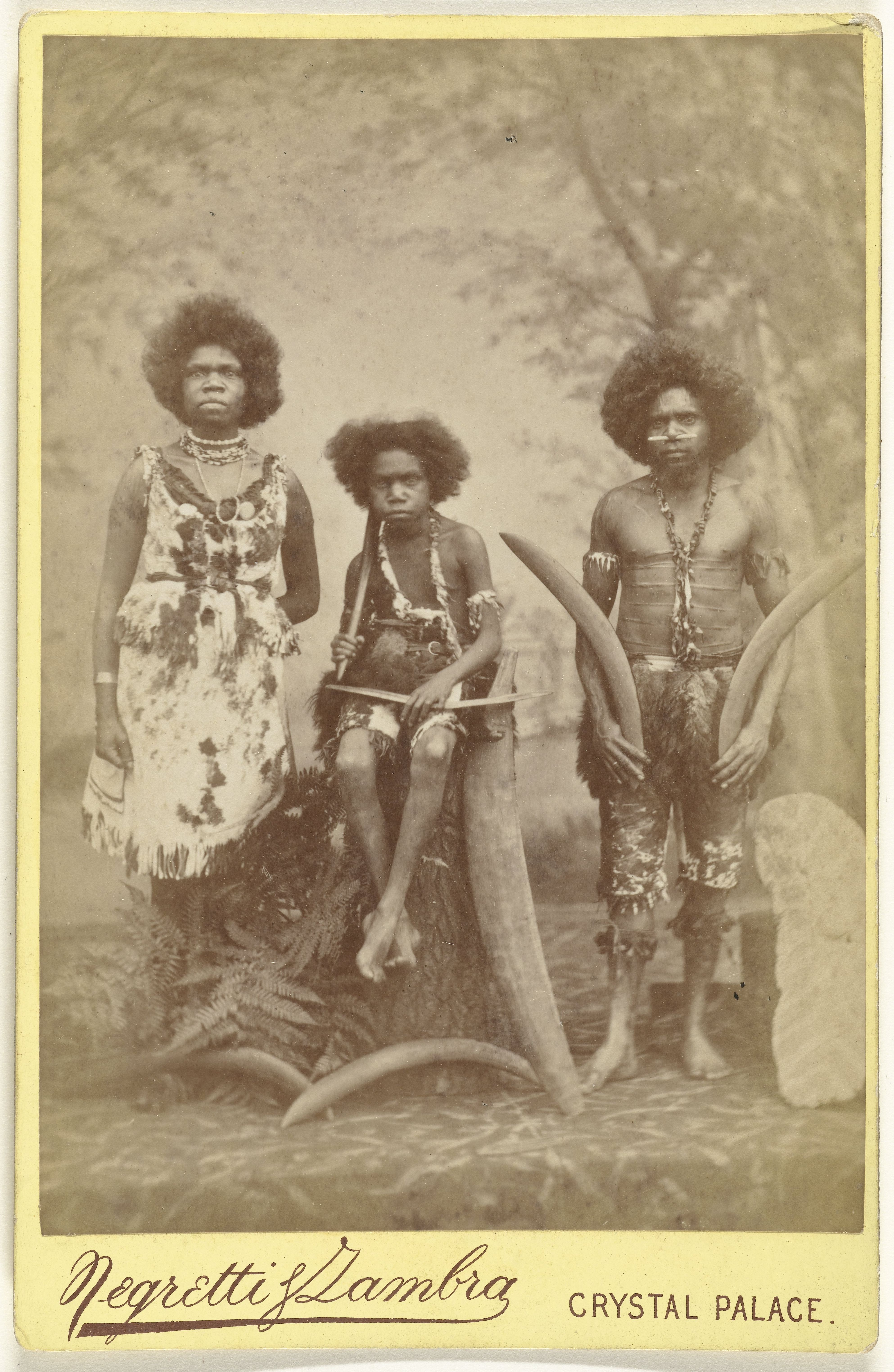
Tři Aboridžinci na výstavě v Crystal Palace v Londýně, 1884
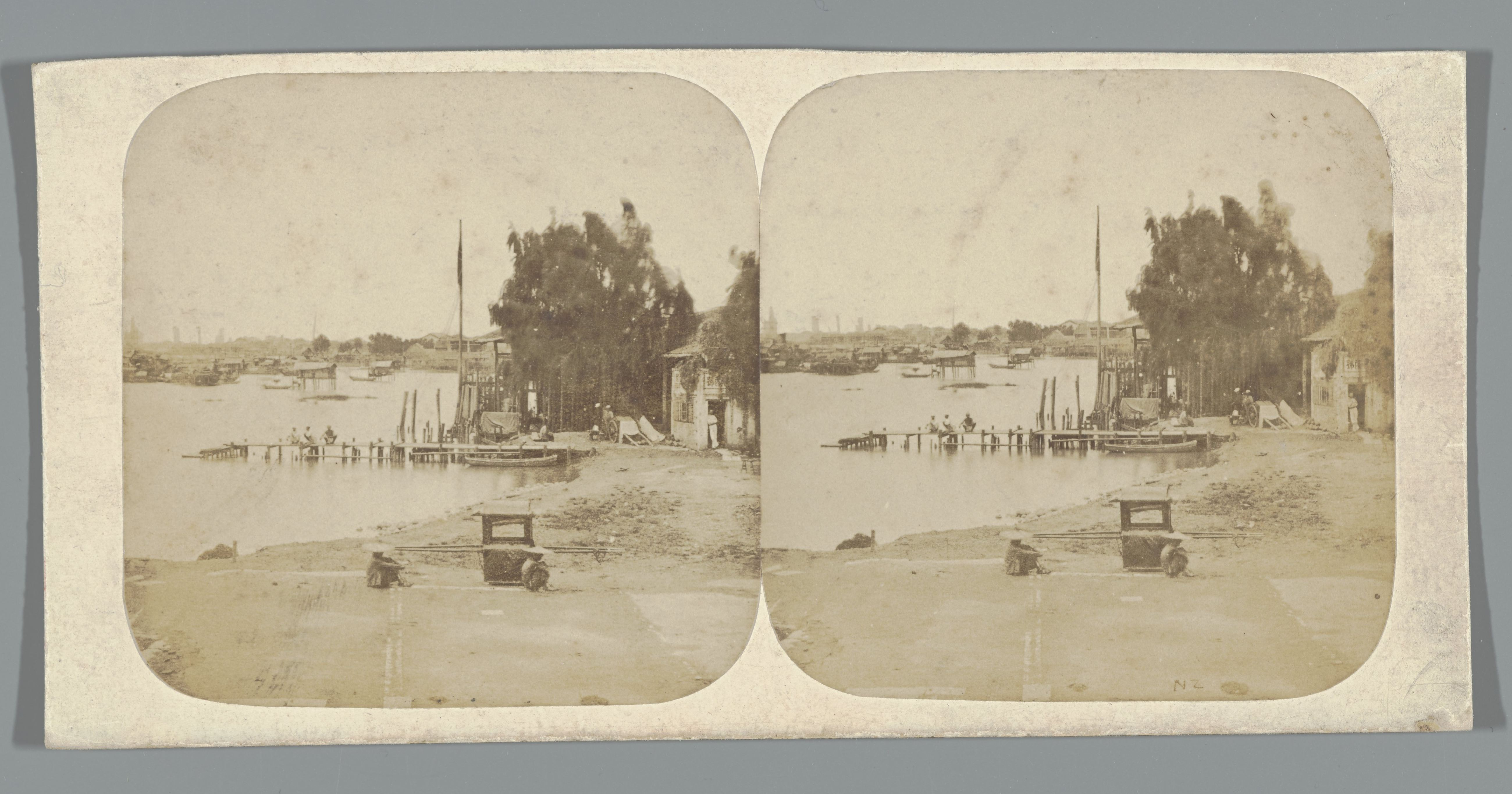
Pierre Joseph Rossier: Přístav Canton, Čína, 1859
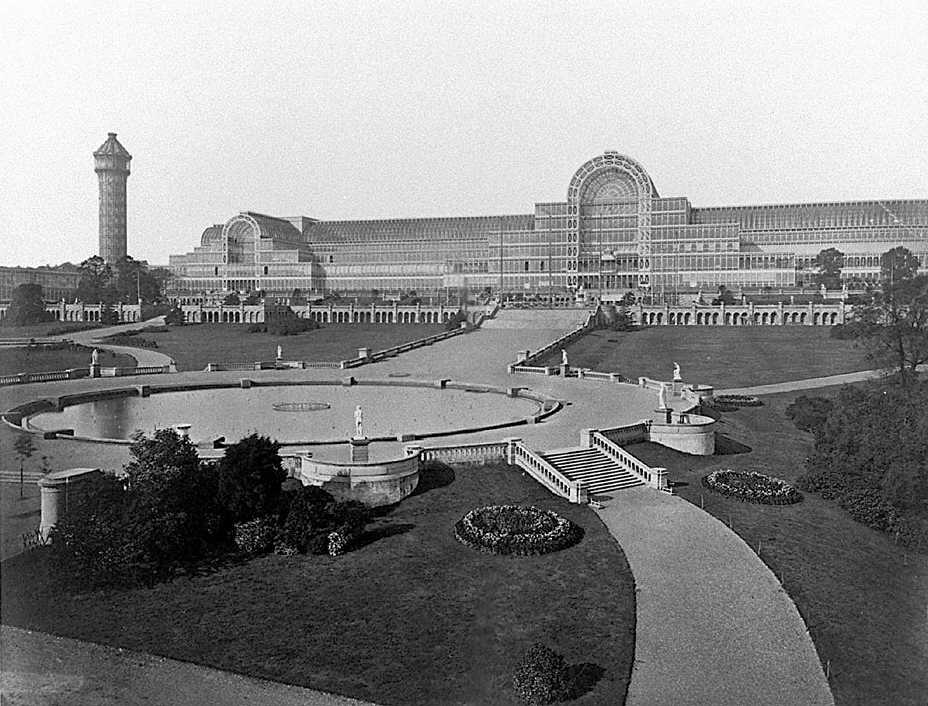
Philip Henry Delamotte: Křišťálový palác v Sydenhamu.
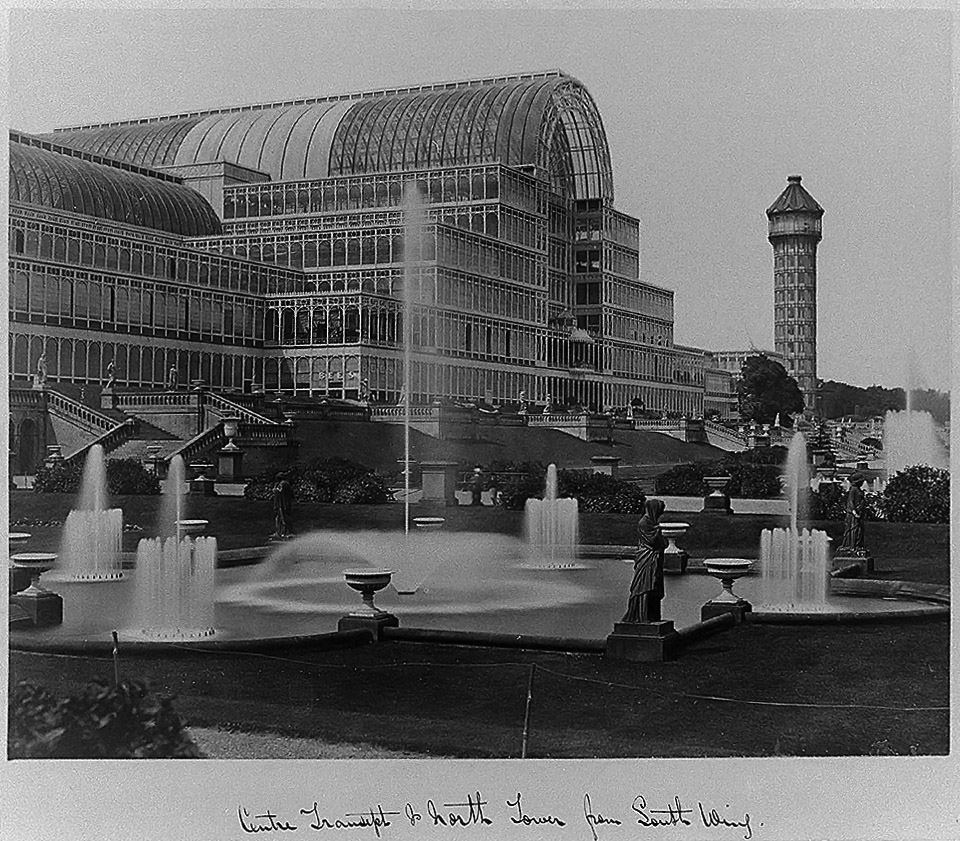
Philip Henry Delamotte: Detailní záběr na Křišťálový palác
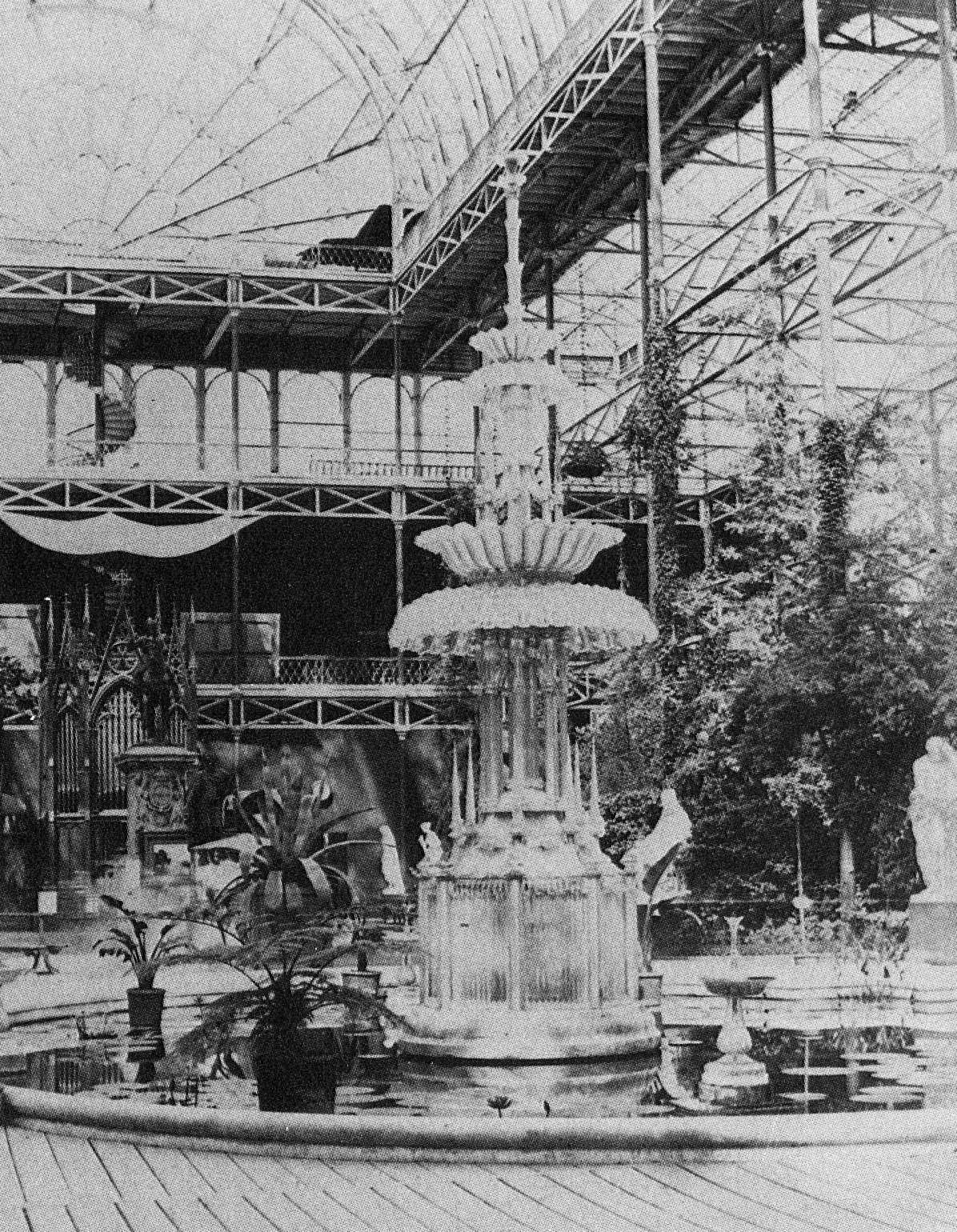
Philip Henry Delamotte: Pohled na interiér
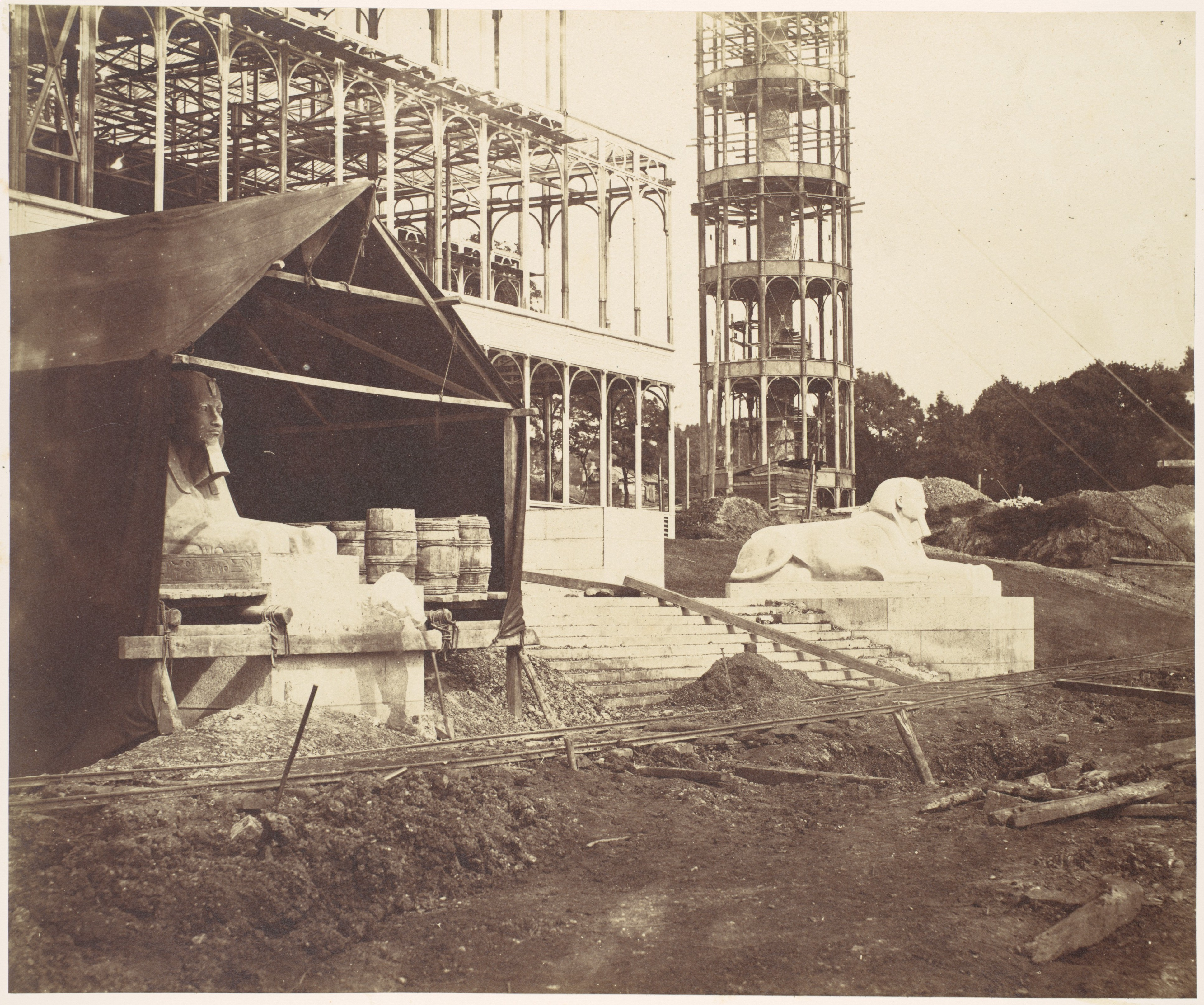
Philip Henry Delamotte: Průběh stavby, Sfinga
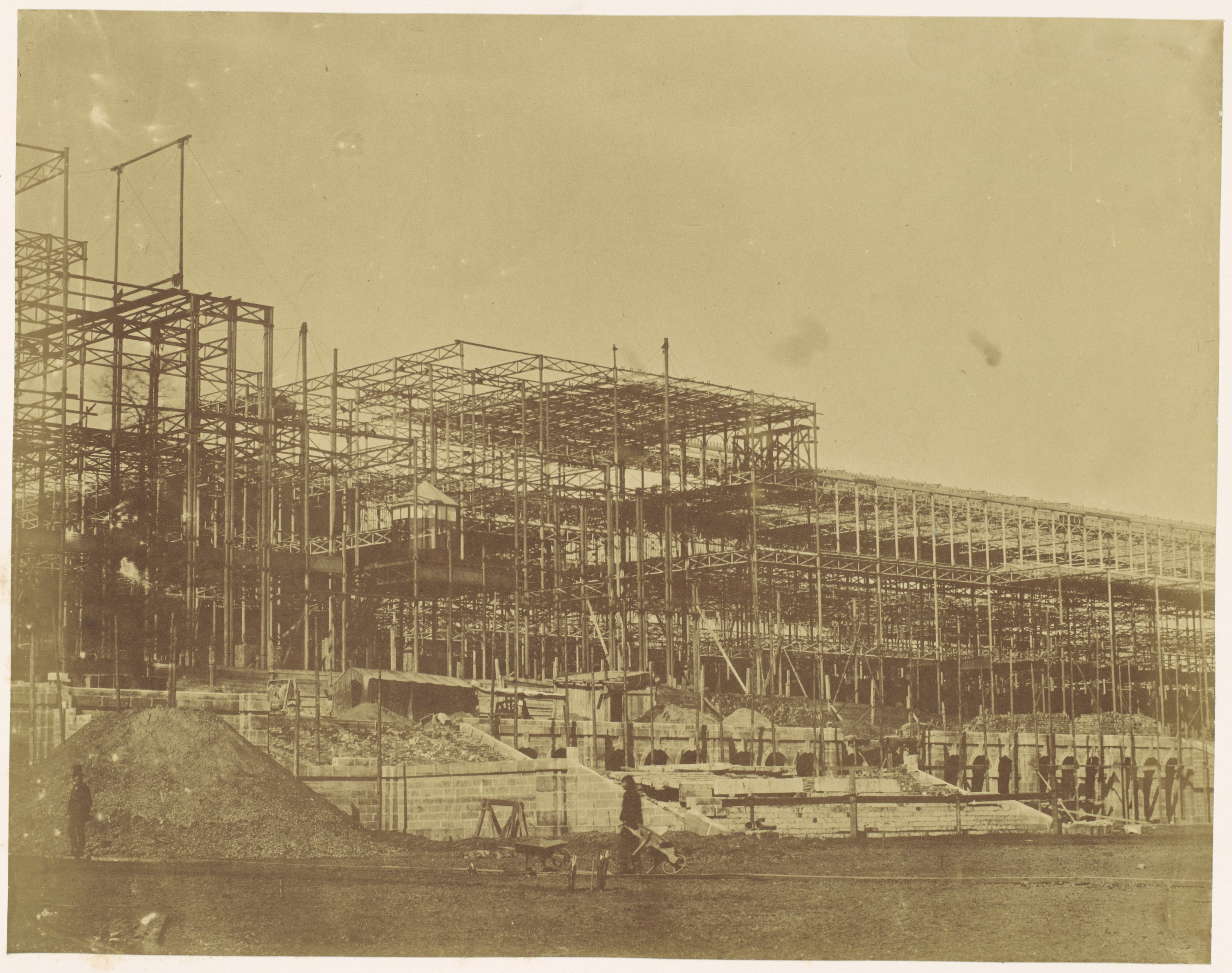
Philip Henry Delamotte: Zahájení stavby u Sydenhamu, 1854
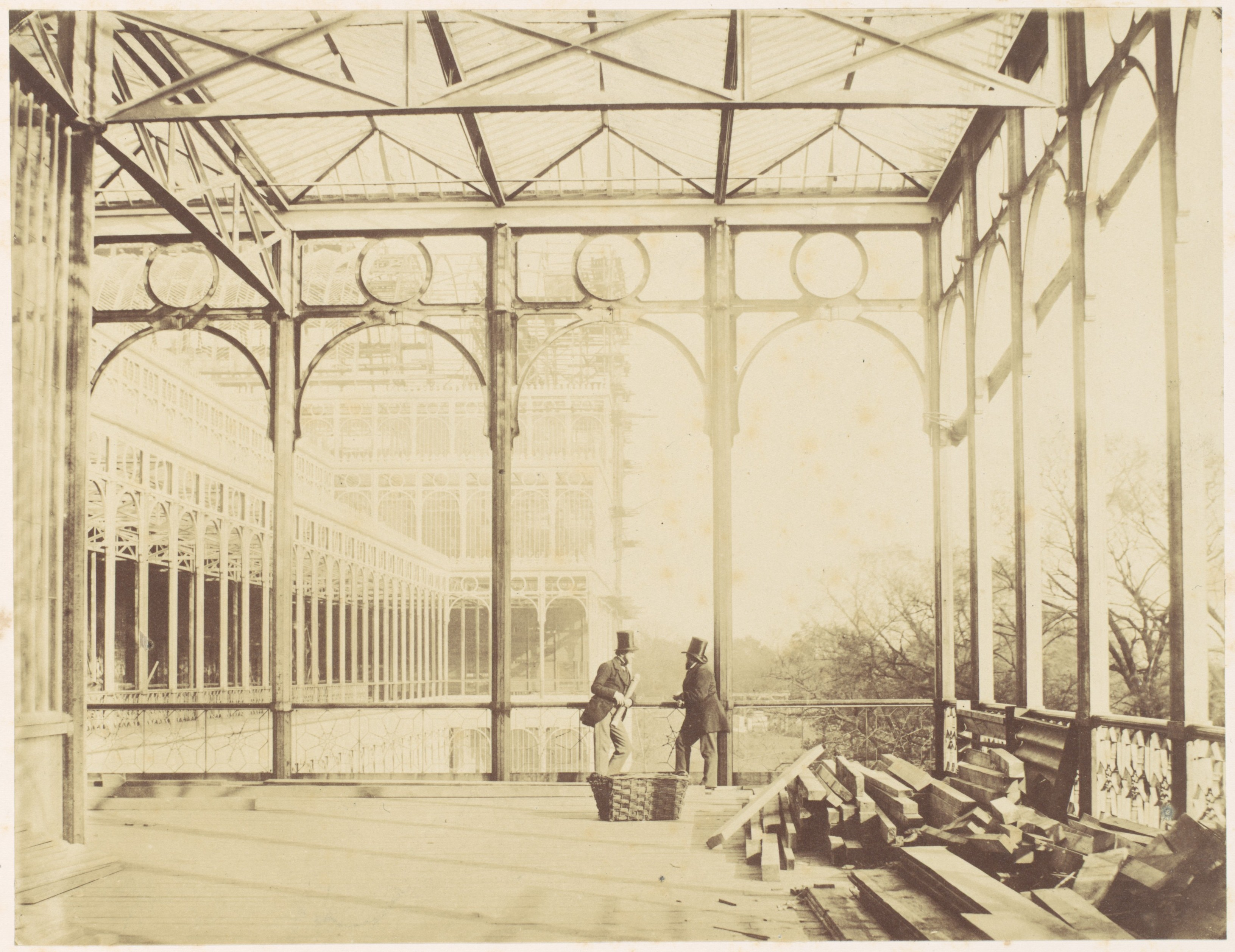
Philip Henry Delamotte: Průběh stavby, 1854
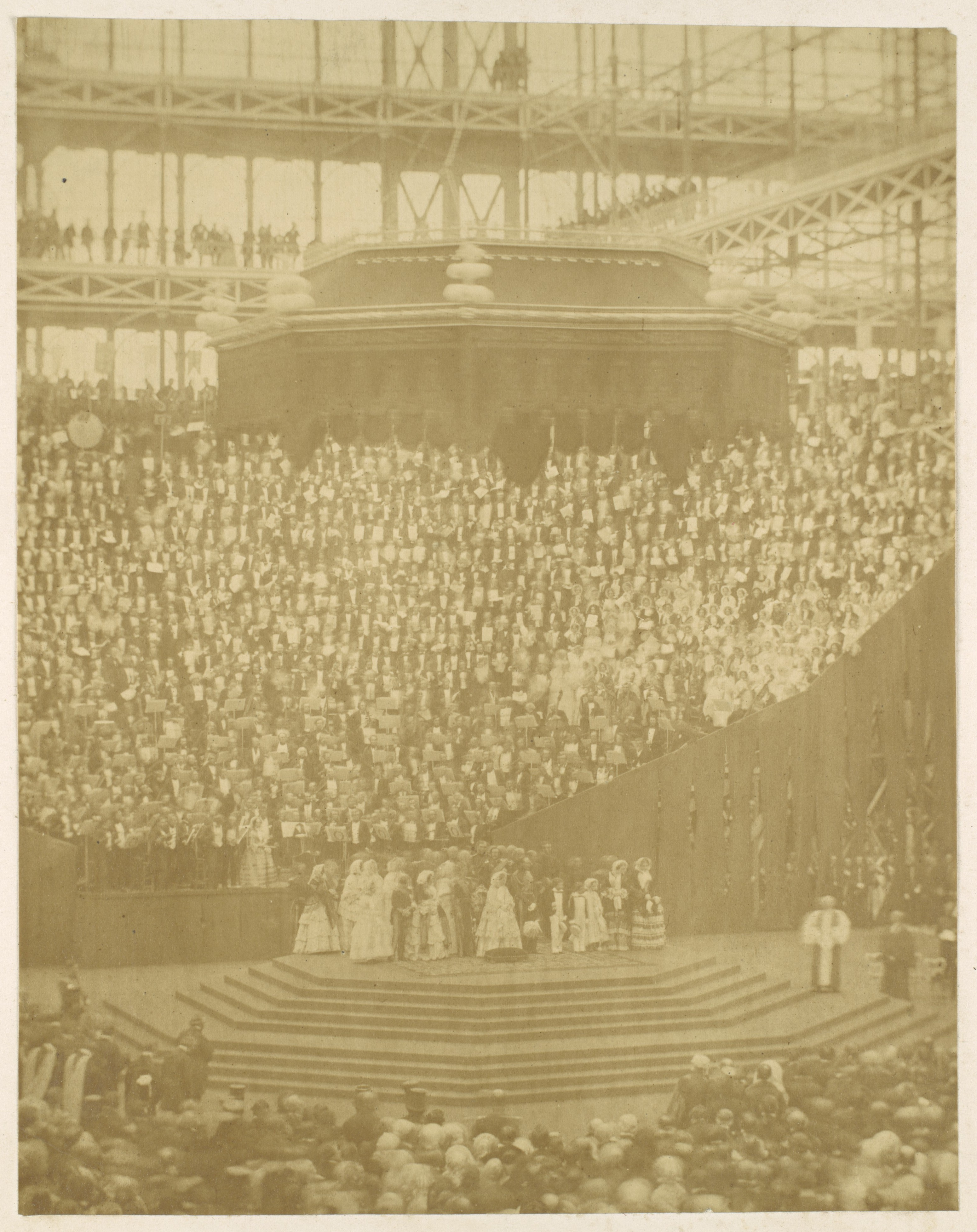
Philip Henry Delamotte: Královna Viktorie se stovkami lidí při slavnostním znovuotevření Paláce v Sydenhamu, 1854